# Dichelomorpha brenskei
Dichelomorpha brenskei är en skalbaggsart som beskrevs av Nonfried 1891. Dichelomorpha brenskei ingår i släktet Dichelomorpha och familjen Melolonthidae. Inga underarter finns listade i Catalogue of Life.